# Teatro Principal (Barcellona)
Il Teatro Principal di Barcellona (in catalano Teatre Principal), già Teatro de la Santa Cruz e anche Teatro de l'Hospital, è il teatro più antico della città e uno dei più antichi della Spagna. Situato al numero 27 della Rambla, è rimasto in attività dalla seconda metà del XVI secolo fino al 2006. Riaperto nel 2013, è stato chiuso definitivamente nel febbraio 2017. Tra il 1919 e il 1986 fu usato soprattutto come cinema. Dal 1872 al 1906, nei locali del piano superiore, ospitò la sede dell'Ateneo Barcelonés.

## Storia

### Gli antecedenti e il Teatro de la Santa Cruz
Il primo teatro, la Casa y Corral de las Comédias, fu costruito in seguito alla donazione da parte di Joan Bosch di un terreno e di alcuni fabbricati situati alla fine della Rambla a favore dell'Hospital de la Santa Creu. L'assemblea governativa cittadina decise poco dopo di sfruttare il luogo per ospitare rappresentazioni teatrali i cui proventi avrebbero contribuito alle spese dell'ospedale, mettendolo all'asta al miglior offerente insieme all'esclusiva su ogni rappresentazione teatrale. La concessione fu assegnata il 30 aprile 1579 e poi ratificata dal re Filippo II il 25 luglio 1587, che rese l'esclusiva perpetua, confermando il monopolio per "dar vita a funzioni di musica e declamazione, con il diritto di concedere il permesso, su retribuzione, alle compagnie o persone che facciano richiesta di realizzare tali tipi di funzioni".
Le rappresentazioni si svolsero fin dal momento della concessione del privilegio, inizialmente dentro un recinto in legno con un corridoio e sei camere costruito negli orti delle case donate all'ospedale. Nel 1591 il vescovo Juan Dimas Loris pubblicò un editto che condannava le farse e le commedie ivi rappresentate, considerandole immorali e pericolose. Nel 1597 i consiglieri della città fecero demolire il teatro in legno, con il pretesto che i gestori dell'ospitale non avevano ancora presentato alcuna richiesta di permesso. Nello stesso anno, l'Ospedale iniziò a costruire un teatro permanente, appellandosi al privilegio reale come giustificativo. Durante la costruzione del nuovo teatro, gli spettacoli continuarono a tenersi in una struttura in legno. Alla morte di Filippo II nel 1598 tutte le rappresentazioni teatrali furono sospese per due anni in segno di lutto. Lo sfruttamento del teatro si rivelò un'attività attraente per i mercanti e gli artigiani più ricchi, spesso uniti in società, che vi investivano soldi come impresari per contrattare con le compagnie teatrali. 
Il nuovo edificio fu completato nel 1601 ma per difetti di costruzione crollò in parte e fu ricostruito nel 1603. Il nuovo teatro aveva un cortile, tre piani e tredici palchi e a quanto pare era coperto e illuminato da grandi finestroni, a differenza dei luoghi di commedia del resto della Spagna. Si tratterebbe quindi del teatro coperto più antico della penisola iberica. Alla fine del XVII secolo aveva un piano terra con il cortile, con otto file di panche di fronte al palcoscenico e cinque a ogni lato; il primo piano ospitava undici palchi (camere o camerini nei documenti dell'epoca) separati da gelosie e il secondo piano, il "pollaio", era a gradini con separazione tra uomini e donne. Un secondo tavolato ospitava i musicisti. Da allora sul luogo è presente il teatro e la piazza antistante fu chiamata "Piazza delle Commedie", oggi Plaça del Teatre che dall'inizio del XX secolo ospita un monumento a Frederic Soler, padre della drammaturgia in lingua catalana.
I lavori rappresentati cambiavano ogni uno o due giorni coprendo un repertorio molto vasto, il che favoriva l'affluenza del pubblico e il successo economico. Ad esempio, nel 1673 la compagnia di Josep Torras si impegnò a rappresentare venticinque spettacoli diversi nell'arco di cinquanta giorni; nel 1674 Fulgencio López mise in scena cinquanta titoli differenti e nel 1687 e 1699 singole compagnie rappresentarono sessanta lavori ciascuna. Il repertorio era pressoché esclusivamente in spagnolo e comprendeva le opere più recenti che avevano appena debuttato a Madrid, in particolare quelle di Pedro Calderón de la Barca, di Agustín Moreto e di altri autori dell'epoca (tra cui Francisco de Rojas Zorrilla, Antonio Solís y Rivadeneira e Andrés Claramonte). Nel 1689 il banchiere Pedro Tort si aggiudicò l'affitto del teatro per tre anni al prezzo totale di 1 160 lire barcellonesi. Nel 1714, dopo aver conquistato la città, Filippo V ordinò la chiusura del teatro, ordine che non fu mai eseguito.
Il primo edificio, principalmente di legno, subì diversi incendi e ristrutturazioni. Tra il 1728 e il 1729 fu ampliato e ricostruito in pietra; nel 1760 vi fu un ulteriore ampliamento che innalzò la capienza a oltre mille spettatori. Nel 1776 fu realizzata una nuova facciata concava che, sia pure molto rimaneggiata e modificata, è alla base di quella attuale. Il 27 ottobre 1787 un incendio distrusse completamente la sala e l'interno, lasciando solo la facciata. Grazie alle donazioni dei nobili, soprattutto del marchese Francisco de Paula Gassol de Sentmenat y de Clariana e di Francisco González de Bassecourt, primo conte d'El Asalto, il nuovo teatro, molto piacere sontuoso del precedente, riaprì i battenti il 4 novembre 1788.  Durante i lavori, per consentire la prosecuzione degli spettacoli, fu innalzato a lato un teatro provvisorio in legno. Noto come il Corral de las Comédias e poi come Casas de la Òpera, assunse infine il nome di Teatro de la Santa Cruz (Teatre de la Santa Creu in catalano).
Nel 1725, una cedola reale di Filippo V regolò le rappresentazioni teatrali che stabiliva che uomini e donne dovevano occupare posti separati, così come l'ingresso degli artisti doveva essere separato dal quello del pubblico; fissava inoltre l'orario d'inizio degli spettacoli alle 14.30 in inverno e alle 16 in estate. Questi orari tuttavia non erano rispettati in modo rigoroso: nel 1793 le commedie iniziavano alle 17 e le opere alle 18. Nel 1735 fu costituita una cooperativa di attori responsabile della gestione del teatro, che nella seconda metà del XVIII secolo ospitò spettacoli d'opera principalmente italiana e dal 1750, oltre alla stagione ordinaria di prosa, era prevista una stagione annuale di opera con una compagnia contratta esclusivamente per questo. Alla fine del secolo si tennero anche concerti e recital vocali e strumentali (denominati "accademie") e stagioni di danza.
Nei primi tre decenni del XIX secolo furono molto popolari le commedie magiche (che prevedevano effetti scenici, macchinari e costumi spettacolar) e la zarzuela e soprattutto l'opera come spettacolo di massa. Nel 1827 si iniziò a usare la stampa per i manifesti che pubblicizzavano gli spettacoli, fino ad allora realizzati a mano. Nel 1833 terminò il monopolio delle rappresentazioni teatrali in città e il teatro iniziò ad avere dei concorrenti; già nel 1820 in Plaça dels Gegants aveva aperto il Teatre dels Gegants, a cui seguirono il Teatre de Montsió (1837-1844), il Teatre Nou (1843-1848) e infine il Gran Teatre del Liceu (1847). La rivalità tra questi teatri, specialmente il Nou e il Liceu che mettevano entrambi in programma opere, fece sorgere "fazioni" cittadine: prima "crociati e cappuccini" (i "cappuccini" erano i sostenitori del Teatre Nou) e poi "liceisti e crociati" (fino agli anni settanta del XIX secolo). Quest'ultima rivalità ispirò direttamente la commedia satirica Liceístas y cruzados di Frederic Soler.

### Teatre Principal

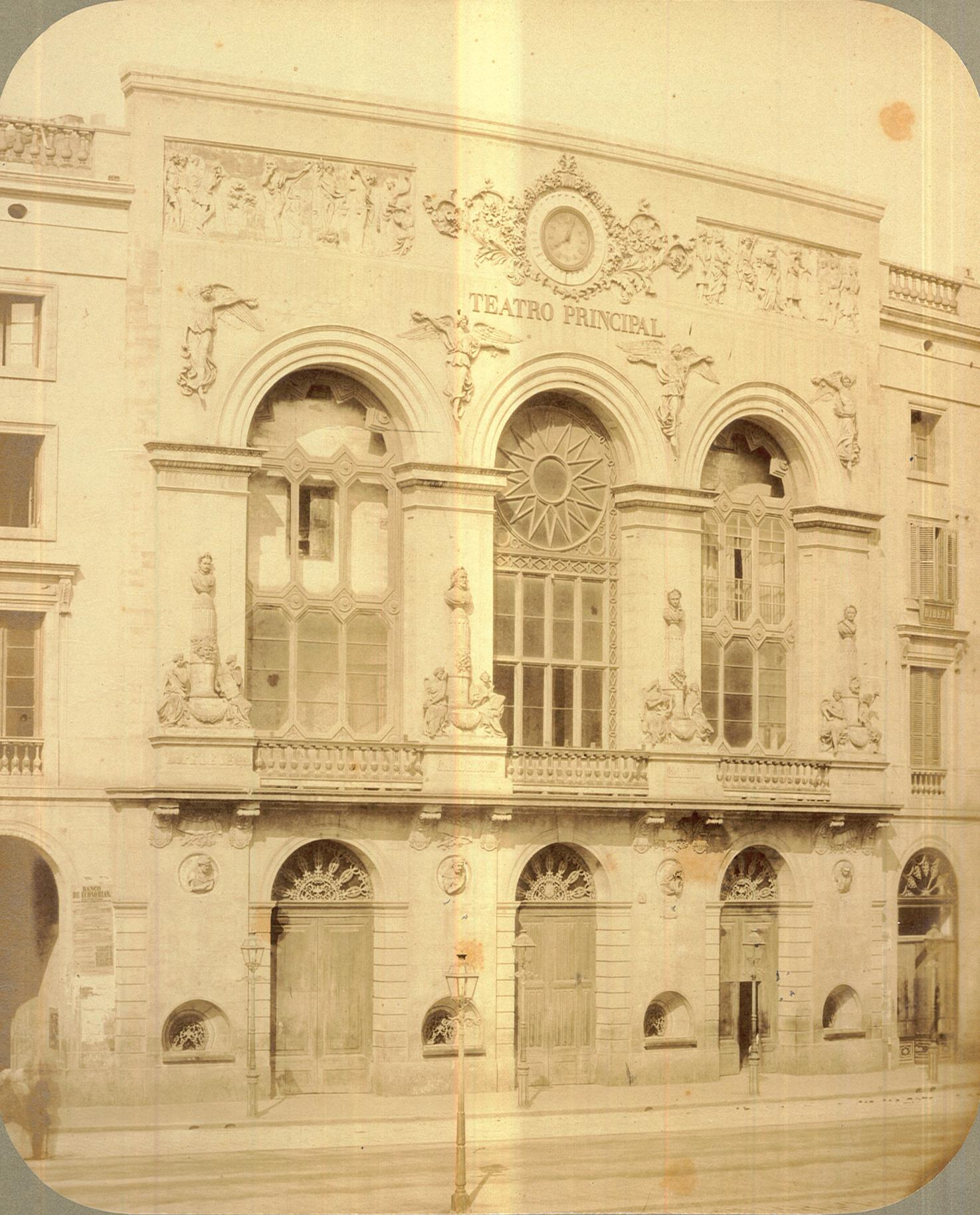
Facciata originale del 1847, fotografia ca. 1870.

Il teatro a partire dal 1840 cambiò il suo nome in Teatro Principal per sottolineare la distanza da tutti gli altri teatri nuovi, in particolare rispetto al Liceu. Al cambio di nome corrispose una ristrutturazione architettonica con la realizzazione nel 1847 dell'attuale facciata su progetto di Francesc Daniel Molina i Casamajó. La rivalità col Liceu fu accesa: entrambi i teatri puntavano a essere i primi a far debuttare i titoli di maggior successo o a mettere sotto contratto i cantanti migliori. Il Principal mantenne la sua supremazia fino agli anni quaranta del XIX secolo ma in seguito fu il Liceu, più innovativo ed economicamente ricco, a diventare il primo teatro cittadino. Il Principal riuscì comunque a essere il primo a rappresentare l'Aida di Verdi ad aprile 1876 e il Lohengrin di Wagner nel maggio 1882, un anno prima del Liceu. Alcune stelle del momento, come Enrico Tamberlik e Adelina Patti, cantarono al Principal ma mai al Liceu. 
Nel 1866 nel teatro fu installata l'illuminazione a gas e furono ristrutturate la sala principale e il palcoscenico, ma pochi anni dopo iniziò il declino del teatro, che non si arrestò. Nel 1877 l'Hospital de la Santa Creu lo mise in vendita per la sua scarsa resa economica, senza successo, e nel 1889 solo una campagna popolare ne impedì la demolizione. La programmazione di opere, richiedendo spese elevate, fu abbandonata a favore del teatro di prosa in catalano. Il 5 giugno 1896 nel foyer fu presentato il Kinematograph, una variante dell'invenzione dei fratelli Lumière che fu la prima proiezione pubblica tenutasi a Barcellona, qualche mese prima che gli stessi Lumière presentassero il loro cinematografo originale presso lo studio del fotografo Napoleon. Nel 1897, l'Ospedale tentò ancora di vendere il teatro all'Ajuntament per 25 000 peseta ma non si giunse a un accordo.

### La decadenza e la riconversione
A partire dal 1905 agli spettacoli teatrali si alternarono proiezioni cinematografiche. Un nuovo incendio il 4 novembre 1915 segnò l'inizio della sparizione del teatro come sede di grandi eventi e nonostante la ricostruzione non fu possibile recuperare il prestigio anteriore. La capienza all'epoca era di 1 600 spettatori. Nel 1918 venne finalmente venduto a un'impresa privata e nel 1919 riaprì come sala cinematografica, col nome Principal Palace, ospitando però ancora spettacoli teatrali e musicali. Nel 1924 e nel 1933 (il 17 settembre) si verificarono altri due incendi che finirono per alterarne del tutto la struttura. 
Il 1º giugno 1934 il teatro riaprì con la rivista Las mujeres del zodíaco dando inizio a una nuova fase in cui alle proiezioni cinematografiche si alternavano spettacoli di varietà e di "basso genere", oltre a riviste, zarzuela e qualche opera in prosa. Nonostante il livello di programmazione generalmente basso, il teatro ospitò nel 1935 comunque la prima assoluta di Donna Rosita nubile di Federico García Lorca recitata dalla compagnia di Margarita Xirgu.
Nel 1939 il nome fu "ispanizzato" in "Principal Palacio" e il 24 aprile 1943 nello stabile fu aperta una nuova sala cinematografica, il "Cine Latino", di dimensioni più contenute (490 posti). Nel resto dell'edificio trovarono posto una sala di pelota, il Jai Alai e una di biliardo (Billares Monforte). In una delle sale di un piano superiore fu aperto un cabaret (il Cúpula Venus) mentre un altro piano ospitava una casa di appuntamenti.
Dopo alcune ristrutturazioni, il 10 settembre 1979 riaprì come cinema con due sale: la Pantalla 1 con 991 posti a sedere e la Pantalla 2 nella sala del ex-Cine Latino, con 400 posti. La sala grande chiuse nel 1986 e la seconda nel 1988 per lasciare il posto a una sala a luci rosse.
Durante gli anni novanta furono sporadicamente messe in scena lavori teatrali, concerti, recital e anche qualche opera (nel 1998-1999 furono rappresentate quattro opere in versione catalana). Per un certo periodo fu usato come sala di prove dall'orchestra e dal coro del Liceu e a gennaio 2006 cessò del tutto qualsiasi attività teatrale.

### La riapertura del 2013 e la chiusura del 2017
A febbraio 2013 fu annunciata la ristrutturazione del locale e la sua riapertura, avvenuta il 6 ottobre dello stesso anno con l'attore Toni Albà come direttore artistico.
La sala principale, da 600 posti, fu inaugurata il 13 novembre 2013 con lo spettacolo di cabaret e varietà Lío Ibiza. Fu aperta anche una sala delle feste da 300 persone, il Latino.
Anche la sala principale veniva usata come discoteca in orario notturno nonostante il comune avesse negato la licenza. L'impresario fu poi arrestato per un coinvolgimento in una rete di prostituzione e in seguito a varie denunce degli abitanti della zona per i rumori notturni. A novembre 2014 il comune ordinò la chiusura della discoteca. Il locale tornò ad aprire a ottobre 2015 ma fu sequestrato sempre per mancanza di licenza. A febbraio 2017 dopo mesi di inattività il teatro ha chiuso definitivamente.

## Architettura

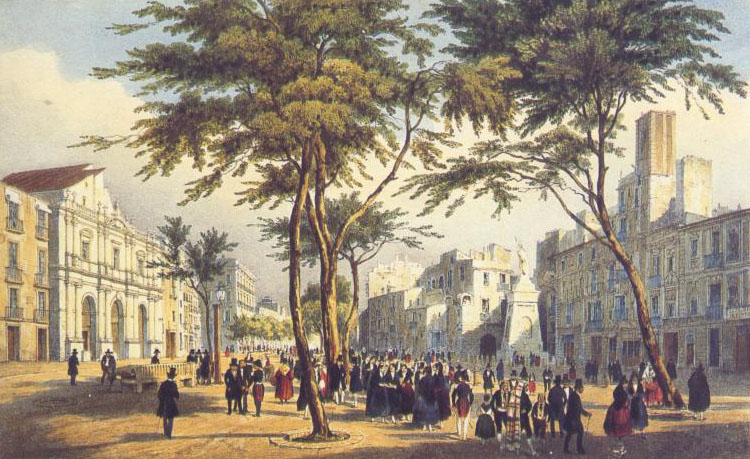
L'antica facciata del teatro

Da incisioni antiche si può vedere com'era la facciata prima del 1776: piana, a due livelli caratterizzati da tre archi semicircolari e colonne ioniche appaiate nella parte inferiore di ogni arco e all'ultimo piano finestre con frontone (quella centrale di dimensioni maggiori) con una ringhiera sopra l'architrave del primo corpo. Completava la facciata un frontone semicircolare al centro e una balaustra con vasi ai lati. L'interno, nella ricostruzione del 1788, aveva la struttura tipica del teatro all'italiana, a ferro di cavallo con platea e quattro livelli di loggiati e una decorazione elegante in stucchi dorati.
Nel 1802 vi fu un ampliamento e con la ristrutturazione del 1847 di Francesc Daniel Molina i Casamajó la facciata divenne convessa al centro, adornata da una cornice; furono aggiunte una balconata sopra alle tre grandi arcate del primo piano e bassorilievi in terracotta di Bartolomé Ferrari. Sotto al balcone furono apposti medaglioni con i busti di attori, cantanti e musicisti: Maria Malibran, Isidoro Máiquez, Caylón e Julián Prieto, tuttora presenti. Ai lati dei pilastri degli archi erano presenti colonne tronche con ninfe alla base e i busti di Lope de Vega, Calderón de la Barca, del cantante Manuel García padre e dell'attore Requeno; tra le volte degli archi, si trovavano quattro figure alate della Fama che sostiene in mano gli allori; il timpano era decorato con un grande orologio centrale affiancato da grandi fregi con bassorilievi allegorici. Tutti questi elementi sono andati in gran parte perduti in seguito agli incendi successivi e agli ulteriori rimaneggiamenti eseguiti nel XX secolo; sono rimaste la forma curva della facciata e le aperture di porte e finestre. All'epoca, la facciata di Daniel i Molina fu oggetto di dure critiche per la mancanza di proporzioni, per la convessità non giustificata della facciata e per alcune soluzioni decorative giudicate poco ortodosse .
L'interno era caratterizzato da un atrio ottogonale da cui partiva lo scalone che portava alla sala a ferro di cavallo, ma abbastanza aperta per consentire una buona visione anche dai posti laterali. I primi due livelli di loggiati ospitavano palchi, il terzo palchi solo in posizione centrale e bancali ai lati, il quarto solo bancali. Al primo piano era presente anche un anfiteatro sporgente con poltrone. La platea ospitava diciassette file di poltrone e palchi laterali, per una capienza complessiva compresa tra i 1 500 e 2 000 spettatori. La sala, con alcune modifiche successive, sopravvisse fino all'incendio del 1913 e la struttura generale rimase intatta fino al 1933. Al secondo piano si trovava il foyer, esattamente sopra all'atrio e anch'esso di pianta ottogonale, con finestroni affacciati sulla Rambla che davano accesso alla balconata. Nel 1866 il soffitto della sala fu innalzato, migliorando l'aspetto generale e l'acustica; il lampadario centrale fu sostituito con lampade a gas bianche con decori dorati disposte lungo le balconate interne, in contrasto con il rosso delle pareti e delle poltrone. Il nuovo soffitto era decorato da dipinti di Augusto Ferri. Nello stesso contesto di ristrutturazioni furono migliorate anche la ventilazione, i servizi igienici e altri aspetti pratici.
Il teatre fu uno dei primi locali pubblici dotati di illuminazione elettrica, fornita nel 1885 dalla Sociedad Española de Electricidad costituitasi a Barcellona pochi anni prima, nel 1881.
Dopo l'incendio del 1933, la sala fu ricostruita abbandonando la struttura all'italiana a favore di un'impostazione moderna, con una platea e un'unica galleria superiore a gradinate, che copriva la platea fino a metà e offriva al pubblico una visione migliore. Nel 1943 fu aperta la sala piccole e nel 1979 entrambe le sale furono riadattate per il cinema. La sala già grande fu nuovamente rimaneggiata a inizio degli anni novanta per poter essere usata anche per spettacoli teatrali, senza cambiare l'impianto generale della struttura.
Nella ristrutturazione del 2013 furono nuovamente modificate la sala principale, rifacendo la platea in modo da poter ospitare ogni tipo di spettacolo, con poltrone facilmente rimovibili; al primo piano (l'anfiteatro) furono realizzati due ristoranti per poter assistere agli spettacoli cenando. Erano previste ulteriori migliorie, come l'apertura di un albergo di sessanta stanze e di un bar caffetteria all'ultimo piano, che non furono portati a termine per la chiusura definitiva della struttura.

## Storia artistica

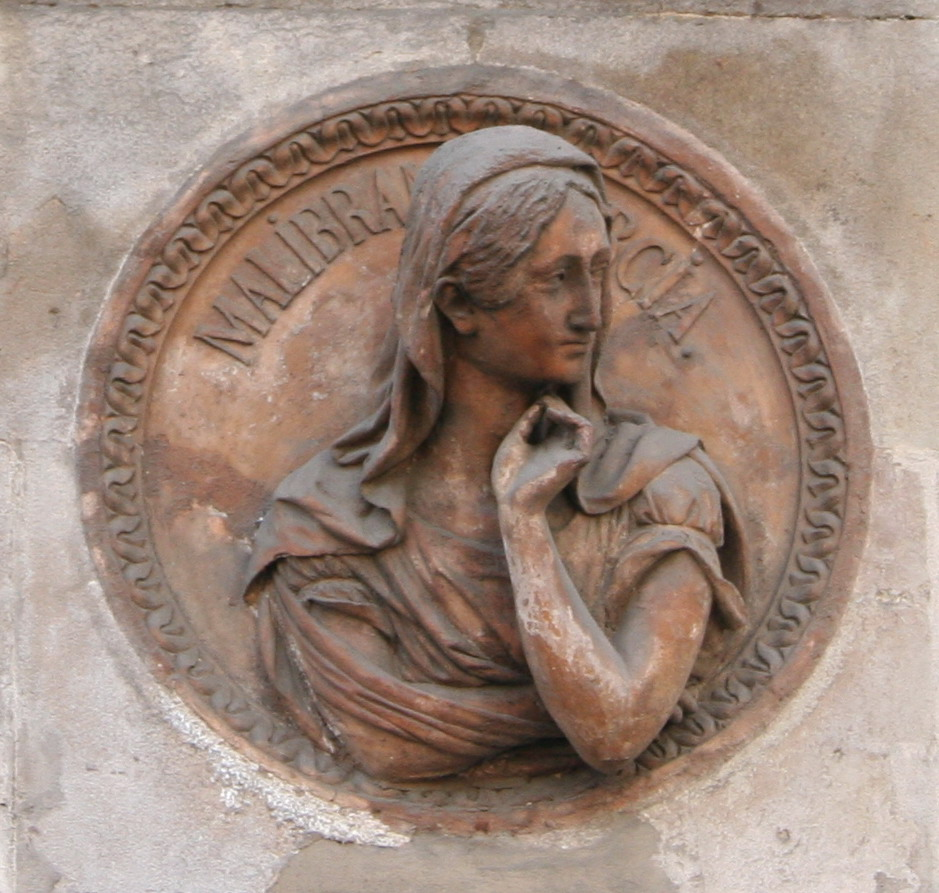
Busto di Maria Malibran sulla facciata del teatro

Sul palcoscenico si sono alternati spettacoli di prosa, sia in spagnolo che in catalano, e di opera lirica, che furono quelli di maggior successo di pubblico e che più diedero lustro al teatro.
L'impresario doveva programmare una stagione teatrale che andava dalla Pasqua alla quaresima dell'anno successivo. A partire dal 1750 operarono due compagnie stabili: una di opera italiana e una di commedia (teatro di prosa). In qualche occasione si aggiunse anche una terza compagnia, solitamente italiana, per gli spettacoli di danza. In generale, i cantanti d'opera e i ballerini erano italiani mentre gli attori di prosa provenivano spesso da Madrid.
A partire dal 1797 iniziò la tradizione di organizzare concerti vocali e strumentali per evitare la chiusura del teatro durante la quaresima. Il teatro ospitò anche spettacoli di circo, esibizioni ginniche, spettacoli di magia, varietà e altri generi minori.

### Teatro di prosa
Ci sono poche informazioni riguardo al repertorio teatrale dei primi tempi di attività; da riferimenti documentali si sa che al principio del XVIII secolo andavano in scena commedie e drammi di autori classici spagnoli come Agustín Moreto e Pedro Calderón de la Barca, che si presume siano stati rappresentati abitualmente anche nel secolo precedente.
A partire dal XVIII secolo l'allora Teatro de la Santa Cruz si rinnovò, grazie anche all'arrivo di Antonio Galli da Bibbiena al seguito dell'arciduca Carlo VI d'Asburgo, all'epoca ancora conte di Barcellona e pretendente al trono spagnolo, che stabilì la sua corte a Barcellona. Questo legame con il circuito teatrale europeo si interruppe con la sconfitta della fazione austriaca nella guerra di successione spagnola. Il commercio con Genova e Napoli consolidò i legami con l'Italia e di conseguenza aumentò l'influenza musicale e teatrale italiana.
Nel XIX secolo vi fu l'esordio del sainete e delle commedie in costume di autori come Francesc Renard, Josep Arrau i Estrada, Manuel Andreu Igual e Ignasi Plana. Nel 1820 debuttarono le commedie di Josep Robrenyo i Tort, che godettero di grande successo. L'uso di macchine da scena, introdotto da Joan de Grimaldi, rese popolari le commedie di carattere magico.
Attorno al 1860 vi fu un fiorire del teatro in lingua catalana: Frederic Soler, Eduard Vidal i de Valenciano e Conrad Roure che passarono dal sainete al dramma romantico, borghese e storicista. Nel 1865 Eduard Vidal mise in scena il suo primo dramma in lingua catalana, Tal faràs, tal trobaràs. Nonostante il teatro fosse già entrato nel suo periodo di decadenza, vi recitarono comunque personaggi di spicco come le attrici Adelaide Ristori (1878), Eleonora Duse (1890) e Sarah Bernhardt (1900) e il trasformista Leopoldo Fregoli (1894) nel suo esordio a Barcellona.
Nel 1906 il teatro accolse la compagnia degli Espectacles i Audicions Graner che presentavano spettacoli teatrali innovativi con musica e testi dei migliori autori catalani del momento come Josep Carner, Adrián Gual, Apel·les Mestres per quanto riguarda la prosa e Enric Morera i Viura, Enrique Granados e Felip Pedrell i Sabaté per la parte musicale.
Dopo l'incendio del 1915, la decadenza del teatro si accentuò; nonostante questo, l'ultimo evento importante fu la prima assoluta nel 1935 di Donna Rosita nubile, ultimo lavoro teatrale di Federico García Lorca, con protagonista Margarita Xirgu.

### Opera e musica
L'opera aveva fatto la sua comparsa a Barcellona e in Spagna nel 1708 con la prima dell'opera di Antonio Caldara Il più bel nome nella sala della Loggia del Mare. Nei mesi successivi furono eseguite altre opere di Caldara e di Giuseppe Porsile, e forse anche di Carlo Pollarini, Francesco Gasparini e Andreas Fiore tra gli altri. Nello stesso luogo fu messa in scena nel 1709 Dafni di Emanuele d'Astorga, rappresentata in prima assoluta a Genova pochi mesi prima. A partire dal 1714, con la caduta di Barcellona e la fine della guerra di successione spagnola, l'attività operistica della città si interruppe.

### XVIII secolo

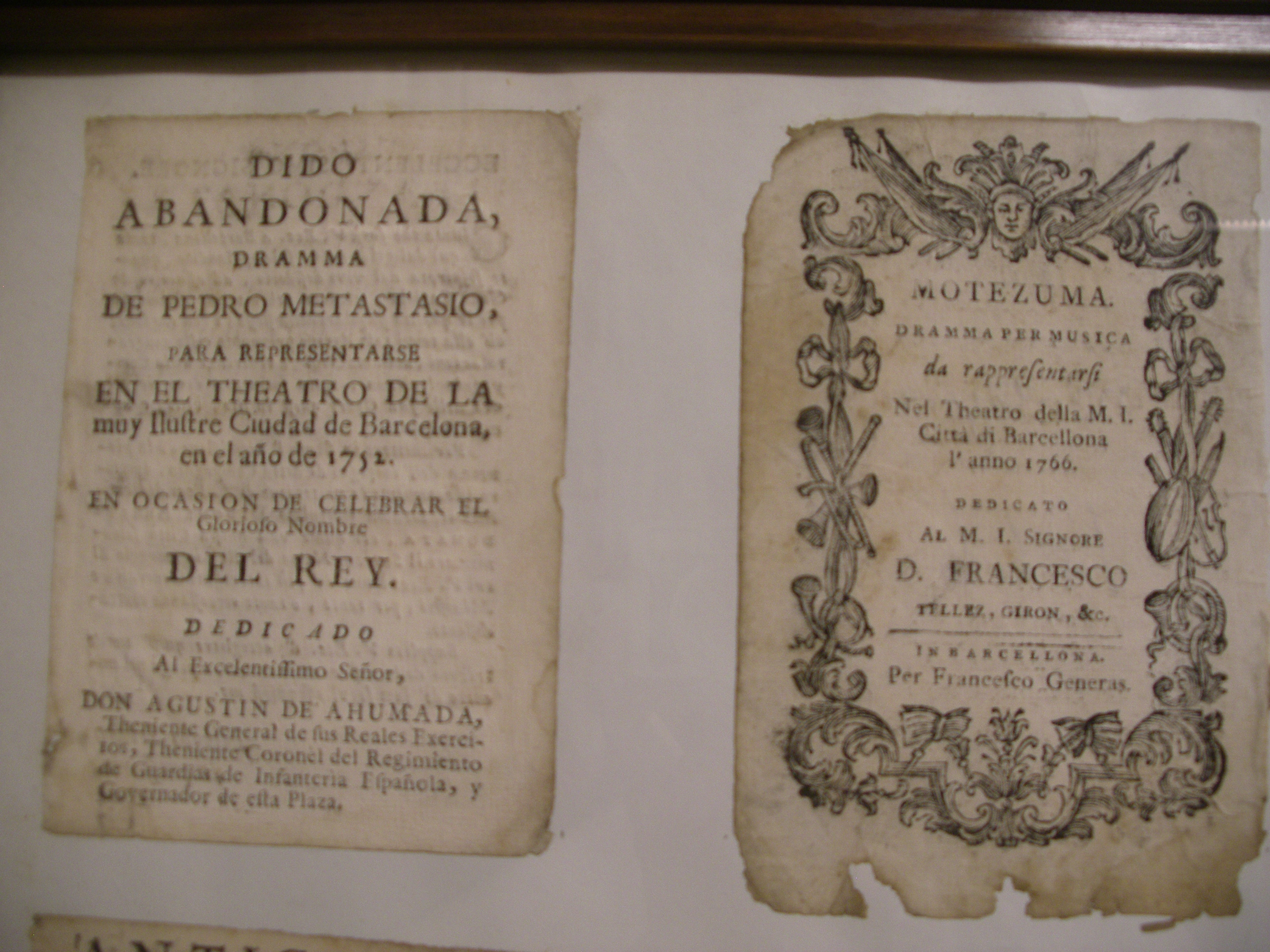
Libretti di opere rappresentate al Teatro de la Santa Cruz ("il teatro di Barcellona", come riportato), stampate a Barcellona

Dal punto di vista musicale, il teatro aveva ospitato zarzuela, come La música es lo mejor nel 1729 (sicuramente De los hechizos de Amor, la música es el mayor di José de Cañizares su musiche di José de Nebra) o, ancora nello stesso anno, Eurotas y Diana, sempre di Cañizares con musiche di autore ignoto. Questo genere di spettacoli, affini all'opera seria italiana dell'epoca, riscossero molto successo e abituarono il pubblico alle rappresentazioni di tipo lirico.
Nel 1750 il Teatro de la Santa Cruz ospitava già una compagnia operistica italiana gestita da Niccolò Setaro che vi rimase per tre anni; da allora furono messi sotto contratto impresari e compagnie italiane che diedero corpo a una stagione stabile di opera che si affiancava a quella del teatro di prosa.
Il repertorio mescolava l'opera seria con quella buffa, quest'ultima predominante; tra i primi cantanti lirici che si esibirono nel teatro vi furono Barbara Narici, Francesca Santarelli, Anna Bastiglia, Antonio Catena e Giuseppe Baratti. La prima rappresentazione operistica di cui si ha documentazione certa risale al 30 maggio 1750, quando vi fu la prima de Lo studente alla moda, un pasticcio con musiche di autori vari. La seconda opera messa in scena fu un altro pasticcio, il Don Bertoldo, durante il quale fu eseguito l'intermezzo La serva padrona di Giovanni Battista Pergolesi. Altre opere messe in scena durante questa prima stagione furono La finta cameriera di Gaetano Latilla e La vedova accorta di Ferdinando Bertoni.
Nel 1751 furono presentate Demofoonte di Baldassare Galuppi e  Merope di Niccolò Jommelli (1751) a cui fecero seguito negli anni successivi Il tracollo di Pergolesi (1754), Il conte Caramella di Galuppi (1754), Ifigenia di Jommelli (1755), Il trionfo di Camilla di Nicola Porpora (1755), nonché lavori di Alessandro Scarlatti, Giuseppe Scolari, Giuseppe Bonno e Gioacchino Cocchi tra gli altri.
Si consolidò quindi un'attività operistica che, pur senza contare sull'appoggio ufficiale di una corte, conquistò il pubblico e generò una passione in città. Il teatro divenne così la porta d'ingresso della Spagna per molti autori che vennero rappresentati qui per la prima volta nel paese: oltre a Porpora, Galuppi e Pergolesi, il teatro presentò la prima assoluta spagnola di opere di Cimarosa, Gluck, Mozart, Salieri, Rossini, Bellini, Donizetti e Verdi.
Nel 1760 nel programma vi furono Buovo d'Antona di Tommaso Traetta e Le nozze di Dorina di Galuppi e il debutto di un autore catalano con l'Antigono di Josep Duran. Altre rappresentazioni significative furono La buona figliuola (1761) e Il curioso del suo proprio danno (1762) di Niccolò Piccinni, Temistocle di Josep Duran (1762), Il filosofo di campagna di Galuppi (1770), Sesostri, re d'Egitto de Domingo Terradellas (1774), Lo sposo burlato di Piccinni (1776), La finta semplice di Giovanni Paisiello (1778) nonché altre opere di Jommelli, Scolari, Gregorio Sciroli, Francesco Brusa, Domenico Fischietti e Gennaro Astarita.
Nel 1780 vi fu la prima rappresentazione assoluta nella penisola iberica di un'opera di Christoph Willibald Gluck, Orfeo ed Euridice. Tra il 1782 e il 1783 furono rappresentate due opere di Cimarosa, L'italiana in Londra e Il pittore di Parigi, quest'ultima poco dopo la sua prima assoluta in Roma. Nel 1787 e nel 1798 andò in scena Il barbiere di Siviglia di Paisiello. Dopo l'incendio del 1788, nel 1791 debuttarono le opera di Vicente Martín y Soler L'arbore di Diana e Una cosa rara; dello stesso autore furono eseguite successivamente Il burbero di buon cuore (1795) e La capricciosa corretta (1798). Sempre nel 1798 il teatro rappresentò per la prima volta in Spagna un'opera di Mozart, Così fan tutte. Furono eseguiti anche lavori di Ferdinando Paër interpretati dalla moglie, la cantante Francesca Riccardi.
Oltre alle opere si tenevano concerti, specialmente nel periodo quaresimale quando le rappresentazioni sceniche erano sospese. Le stagioni comprendevano una quindicina di concerti, con esecuzioni (spesso solo parziali) di opere sinfoniche, oratori o concerti con frammenti strumentali e vocali (arie o duetti d'opera). Il programma del marzo 1797 riporta per esempio l'esecuzione di due sinfonie di Franz Joseph Haydn e di una di Ignace Pleyel.

### Il XIX secolo, la rivalità col Liceu e la decadenza

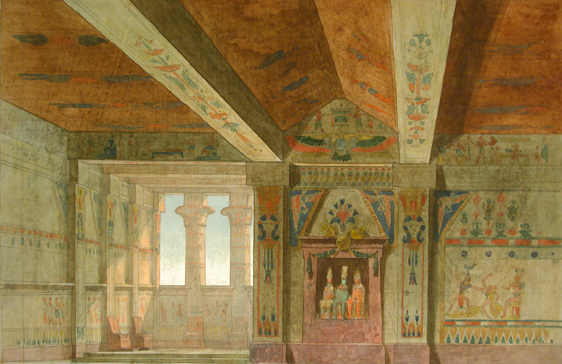
Bozzetto della scenografia per la prima spagnola di Aida del 1876, di Francesc Soler i Rovirosa.

Nel 1802 si stabilì nel teatro una compagnia francese che rappresentava opere tra gli altri di François-Adrien Boieldieu, Nicolas Dalayrac, Carlo Antonio Campioni, André Grétry. Nel 1808 il divieto alle compagnie straniere di lavorare nei teatri spagnoli e la situazione di guerra ebbero come conseguenza che il teatro, trovatosi privo di compagnie d'opera, chiuse fino al 1810, quando furono messe di nuovo in scena opere francesi per distrarre le truppe e i funzionari francesi che durante la guerra d'indipendenza spagnola occuparono la città: Le calife de Bagdad di Boieldieu; Richard cœur de Lion, Sylvain e La Fausse Magie di Grétry; Œdipe à Colone di Antonio Sacchini nonché opere e operette di Joseph Arquier, Nicolas Dezède, Pierre Gaveaux, François Devienne. Nel 1814, terminata la guerra, la situazione tornò alla normalità.
Nel 1815 fu rappresentata per la prima volta un'opera di Gioachino Rossini, L'italiana in Algeri, seguita nella stessa stagione da L'inganno felice e La cambiale di matrimonio, oltre che a opere di Giuseppe Mosca, Stefano Pavesi, Pietro Generali e Mayr. Tra il 1817 e il 1821 andarono in scena altri lavori di Rossini: Tancredi, La Cenerentola, Torvaldo e Dorliska, Il barbiere di Siviglia,  La gazza ladra e Il turco in Italia. Nel 1823 venne eseguita per la prima volta un'opera di Saverio Mercadante, Elisa e Claudio, alla quale seguiranno molte altre dello stesso autore. Nel 1825 vi fu l'esordio di Giacomo Meyerbeer con  Margherita d'Anjou, nel 1828 quello di Donizetti con L'ajo nell'imbarazzo e nel 1830 quello di Vincenzo Bellini con Bianca e Fernando. Fra le altre prime assolute spagnole spiccano quelle de L'elisir d'amore (1833) e Anna Bolena (1835) di Donizetti, Guillaume Tell di Rossini (1834) e Norma di Bellini (1835).
La concorrenza con il Teatre Nou e soprattutto con il Gran Teatre del Liceu, che aveva già iniziato la sua attività inizialmente al Teatre de Montsió nel 1837, spinse il teatro, oltre a cambiare nome in "Principal", a mettere in programma prime di nuove opere e a contrattare i migliori cantanti. Fu così che il Principal mise in scena per primo Lucia di Lammermoor e Roberto Devereux di Donizetti nel 1838, a cui seguirono nel 1849 Lucrezia Borgia, sempre di Donizetti, e La muette di Portici di Daniel Auber. Nel 1842 fu il turno della prima opera di Verdi, Oberto, Conte di San Bonifacio a cui fecero seguito due anni dopo il Nabucco, I Lombardi alla prima crociata (1845) ed Ernani (1849).
Nel 1850 il Teatro Principale e il Liceu passarono in mano a un unico impresario, interrompendo la rivalità a tutto favore del Liceu. Al Teatro Principal le prime di nuove opere diminuirono ma quelle che furono allestite furono di spicco:  Luisa Miller di Verdi (1851), Poliuto di Donizetti (1856), Stiffelio di Verdi (1856), La Juive di Halévy (1859), Martha di Friedrich von Flotow (1860), Le Caïd di Ambroise Thomas (1864), Si j'étais roi d'Adolphe Adam, Les diamants de la Couronne di Auber (1866) ma soprattutto l'Aida di Verdi e Roméo et Juliette di Charles Gounod (entrambe nel 1876) e nel 1882 la prima messa in scena a Barcellona di un'opera di Wagner, il Lohengrin. Sempre al Principal si esibirono cantanti importanti come Enrico Tamberlick, Roberto Stagno, Francesco Uetam, Adelina Patti, Angelo Masini e Julian Gayarre.
La decadenza comunque era ormai evidente: la concorrenza del Liceu prima e di altri teatri d'opera aperti nel frattempo, come il Tivoli e il Novedades, rese meno redditizio l'allestimento di opere liriche rispetto al teatro di prosa, che divenne prevalente. Dopo l'incendio del 3 novembre 1915, il Principal non mise più in scena nessuna opera, pur rappresentando ancora zarzuela.